# Sbirro, la tua legge è lenta... la mia... no!
Sbirro, la tua legge è lenta... la mia... no!, anche noto con il titolo Il poliziotto ribelle, è un film poliziesco all'italiana, del 1979, diretto da Stelvio Massi.

## Trama
Il commissario Paolo Ferro, in servizio Interpol a Parigi, viene richiamato in Italia per una serie di omicidi di finanzieri e avvocati di cui si sospetta la matrice mafiosa. Ferro capisce subito che invece si tratta di una serie di assassini su commissione in quanto uno delle vittime, il dottor Guidi, è un personaggio legato all'organizzazione mafiosa.
Le indagini sono a un punto morto e allora Ferro cerca l'aiuto di un vecchio boss mafioso, don Alfonso, che gli porta rispetto per come lo ha trattato quando lo aveva arrestato. Anche con questo aiuto non si risolve nulla e il maggior sospettato, l'ex camorrista Raffaele Acampora, ora proprietario di svariati ristoranti in città, viene coinvolto anche lui in un attentato in cui si salva per miracolo. Come soluzione estrema, il commissario Ferro ordina il suo stesso omicidio, venendo salvato da don Alfonso.
A tutto ciò si aggiunge il dramma personale per la morte del nipote Stefano, ormai nel giro della droga e deciso a uccidere lo zio commissario; Ferro verrà salvato in extremis proprio mentre il nipote Stefano stava per sparargli, portando lui a termine il contratto per l'eliminazione di Ferro.
Alla fine Ferro capisce che il colpevole di tutti gli omicidi è Acampora e che il suo attentato è stato una messa in scena; non può però provarlo perché i testimoni sono tutti morti. Per la legge, quindi, le prove non ci sono ma ci penseranno le leggi mafiose a uccidere Acampora.

## Produzione
Il film si svolge interamente a Milano, salvo alcune scene girate a Bergamo alta e a Pavia. Una scena sulla pista di pattinaggio su ghiaccio teatro dell'incontro tra Matilde Ciccia (accreditata come Matilde C. Tisano) e Maurizio Merli è stata girata al PalAlbani di Varese.
Quinta collaborazione tra Stelvio Massi e Maurizio Merli, è uno dei pochi film in cui l'attore non viene doppiato.

## Distribuzione
Distribuito nei cinema italiani il 27 settembre 1979, il film ha incassato complessivamente 329.000.000 di lire dell'epoca.

### Edizioni home video
Il film è stato riedito con il titolo Il poliziotto ribelle, titolo con il quale è poi stato pubblicato in home video, rispettivamente in VHS dalla Eureka e in DVD da Hobby & Work.